# 橋口収
橋口 收（はしぐち おさむ、1921年（大正10年）9月8日 - 2005年（平成17年）7月13日）は、日本の大蔵官僚。初代国土事務次官、公正取引委員会委員長、広島銀行頭取・会長、広島商工会議所会頭を歴任した。

## 来歴
学習院初等科、中等科（旧制）を経て、高等科（旧制）を卒業。中等科3年次から高等科卒業までは首席で通していた。模擬試験も上位に進出し、第一高等学校（旧制）在学生にも「学習院のすごい奴」として知られていた。1943年（昭和18年）に東京帝国大学法学部を卒業。当時助教授だった川島武宜ゼミでも抜きん出た存在であり、川島からは大学に残るように勧められていた。しかし、橋口は「象牙の塔にこもるのは性に合わない」と振りきった。東京帝大法学部卒業後、大蔵省に入省する。理財局に配属。同年9月、大蔵省を一旦辞し、短期現役制度（二年現役主計科士官）に志願した。海軍主計見習尉官に任じられ、海軍経理学校にて初任教育を受ける。1944年（昭和19年）3月、海軍主計中尉に任官。1945年（昭和20年）3月、海軍主計大尉に進み、終戦後の同年9月、予備役となり、大蔵省に復職。
1957年（昭和32年）8月 大蔵大臣秘書官（事務担当）。1958年（昭和33年）6月から1964年（昭和39年）7月までの6年間は銀行局課長として過ごす。筆頭課である総務課長こそ経験していないものの、特別金融課長（特金課長）、中小金融課長、銀行課長をそれぞれ務めた。「都銀、地銀、信託銀行など、各金融機関との調整は良い経験になった」と橋口は述べている。1964年7月、大臣官房文書課長。1966年8月 東京税関長。1967年（昭和42年）8月 東京税関長から銀行局担当の大臣官房審議官に内定していたが、木村俊夫官房長官が橋口を内閣に引っ張り、橋口は内閣官房内閣審議室長となった。
大蔵官僚でのキャリアは銀行局が中心であるが、フランチャイズ制打破の人事の一環として、1969年（昭和44年）8月15日 主計局に次長（次席）として送り込まれる。1971年（昭和46年）6月11日 理財局長。1973年（昭和48年）6月26日 主計局長兼会計事務職員研修所長に就任、事務次官に昇格するものと思われたが、田中角栄内閣下で編成した1974年度予算が首相の指示で放漫財政になったためこれに反対、角福戦争に半ば巻き込まれる形で事務次官に就任できず、新設の国土事務次官に押し込まれた（事務次官に就任したのは、田中角栄が推した大蔵省同期の高木文雄主税局長）。主計局長になりながら事務次官の座を逃したのは、福田赳夫以来のことであった。
退官後は、公正取引委員会委員長、広島銀行頭取、同会長を歴任した。広島銀行会長在任中に、広島に本社のあるマツダとフォードとの提携事業をまとめた。

## 略歴
- 1943年
  - 7月 - 高等試験行政科合格[1]
  - 9月 - 東京帝国大学法学部卒業、大蔵省入省。理財局配属[1][5]
- 1945年9月 - 大蔵省金融局国庫課[10]
- 1946年2月 - 函館税務署長[1][11]
- 1947年12月 - 経済安定本部財政金融局産業金融課[1]
- 1948年11月 - 大蔵省銀行局復興金融課長補佐[1][12]
- 1949年6月 - 大蔵省銀行局総務課長補佐
- 1954年6月 - 大蔵省銀行局銀行課長補佐[1][13][14]
- 1956年4月 - 近畿財務局理財部長[1]
- 1957年8月 - 一万田大蔵大臣秘書官（事務担当）[1]
- 1958年6月 - 大蔵省銀行局中小金融課長[1]
- 1960年8月 - 大蔵省銀行局特別金融課長[1]
- 1962年6月 - 大蔵省銀行局銀行課長[1]
- 1964年7月 - 大蔵省大臣官房文書課長[1]
- 1966年8月 - 東京税関長[1]
- 1967年8月 - 内閣官房内閣審議室長[1]
- 1969年8月 - 大蔵省主計局次長（次席）（外務、通商産業、防衛、地方財政、大蔵担当）[15][1]
- 1970年6月 - 大蔵省主計局次長（筆頭）
- 1971年6月 - 大蔵省理財局長[1]
- 1973年6月 - 大蔵省主計局長 兼 会計事務職員研修所長
- 1974年6月 - 国土事務次官
- 1977年9月 - 公正取引委員会委員長
- 1982年9月 - 退任
- 1983年 - 全国銀行協会特別顧問
- 1984年6月 - 広島銀行頭取
- 1988年 - 広島商工会議所会頭（4期11年、1999年7月まで）
- 1990年2月 - 全国地方銀行協会会長
- 1992年4月 - 広島銀行会長
- 1994年6月 - 広島銀行取締役相談役、公正取引協会会長
- 1995年11月 - 勲一等瑞宝章を受章[16]
- 2002年6月 - 広島銀行特別顧問
- 2005年7月 - 永眠。叙・従三位

## 人物
- 大蔵省内では金融部局でキャリアを重ねた金融官僚とも言うべき人物とされている[17]。
- 2020年東京五輪・パラリン競技大会組織委員会事務総長、日本銀行副総裁、初代財務事務次官などを務めた武藤敏郎は娘婿にあたる。
- 伝記文学・美術に造詣が深かった。

## 著作
- 『饒舌と寡黙 愚痴の随想』サイマル出版会、1976年、新版1995年
- 『新財政事情 大蔵官僚がみた国家財政の実像』サイマル出版会、1977年
- 『美のフィールドワーク』創世記、1980年
- 『若き官僚たちへの手紙』日本工業新聞社〈大手町ブックス〉、1983年
- 『二十一世紀へのメッセージ 若きビジネスリーダーへ』金融財政事情研究会、1991年
- 『「近代」の座標軸を求めて 文明・文化そぞろある記』金融財政事情研究会、1997年
- 『［小説］銀行頭取』 経済界、2005年 没後に刊行